# Gulgumpad visslare
Gulgumpad visslare (Pachycephala sulfuriventer) är en fågel i familjen visslare inom ordningen tättingar.

## Utseende och läte
Gulgumpad visslare är en rätt oansenlig sparvstor småfågel med tjock näbb. Ovansidan är enhetligt varmbrun och undersidan vitaktig. Noterbart är gulaktig anstrykning på nedre delen av buken samt på undergumpen. Ungfågeln har grått huvud och rosttonad fjäderdräkt. Sången inleds med tre eller fyra visslingar, ofta på samma tonhöjd, och avslutas med en kraftfull stigande pisksnärt.

## Utbredning och systematik
Fågeln förekommer enbart i bergsskogar på ön Sulawesi i Indonesien. Den behandlas som monotypisk, det vill säga att den inte delas in i några underarter.

## Levnadssätt
Gulgumpad visslare hittas i bergsbelägna skogar. Där uppträder den i par, ofta som en del av kringvandrande artblandade flockar som födosöker i undervegetation och nedanför trädtaket.

## Status
Trots det begränsade utbredningsområdet och att den tros minska i antal anses beståndet vara livskraftigt av internationella naturvårdsunionen IUCN. 